# Ceratopogon kurilensis
Ceratopogon kurilensis är en tvåvingeart som beskrevs av Remm 1974. Ceratopogon kurilensis ingår i släktet Ceratopogon och familjen svidknott. Inga underarter finns listade i Catalogue of Life.